# Парикмахерское искусство
Парикмахерское искусство — творческая деятельность, высшее мастерство работы специалиста по созданию визуального образа человека с помощью стрижки или парика. Включает в себя такие приёмы, как укладка, окрашивание, химическая завивка, плетение волос, наращивание и восстановление волос.
Применяется в сценической деятельности, в военной и др.
Соревнования по парикмахерскому искусству проходят, например, в рамках конкурсной программы молодёжных Дельфийских игр России.

## История

### Зарождение
Парикмахерское искусство зародилось ещё в Древнем Египте, примерно во 2 тысячелетии до нашей эры. В так называемой Нижней Гробнице района Фив № 45 найдена первая в мире из сохранившихся статуэток парикмахеров. Имя первого парикмахера высечено на статуэтке: Мерим-маат. Возраст статуэтки: более 3300 лет. Одной из первых стрижек, которые до нас сохранились, является так называемый «Паж», который оставался в моде и в средние века в Европе, и в новое время и даже стал очень модным в СССР в 40-е — 60-е годы, особенно в Ленинграде.

### В Советском Союзе
В СССР парикмахерское искусство получило новое развитие. В довоенные годы в моду вошли стрижки «Паж» и «Бубикопф». В послевоенные годы вдобавок к Бубикопфу вошла в моду Каре (с 1950-х), химическая завивка, которая была небезопасной для волос процедурой, в ходе которой можно было лишиться прядей волос и всего волосяного покрова головы. Ещё в моде были окрашивания.
«Бубикопф» — так называлась причёска в 1920-е годы. Гладкие волосы, причёска напоминает шлем, слегка прикрывающий уши, короткая чёлка. Десятилестием позже волосы стали длиннее, достигали плеч, их подкручивали вовнутрь.
В СССР мода выбрала практичные женские причёски и практичные мужские стрижки так, чтобы голова казалась причёсанной в любой ситуации, даже если волосы мокрые или их треплет ветер. Не случайно, очевидно, что из всего, что было создано парикмахерами, мода выбрала практичные причёски в стиле 1920-х — 1930-х, и 1940-х — 1960-х годов.
Снова популярна стала причёска и стрижка типа «Паж», которая родилась ещё в Древнем Египте, пережила Средневековье и благополучно дошла до наших дней.
Стрижка не считалась чем-то важным — она просто была призвана придавать форму волосам, а вот объём — это был шик моды, — женщины использовали для этого химическую завивку, которая сильно пропагандировалась тогда во всех модных изданиях и по телевизору на головах известных звёзд и ведущих новостей. Волнистость должна была казаться лёгкой, почти естественной, выглядеть так, как будто парикмахер к ним и не прикасался — это был писаный эталон парикмахерского искусства времён застоя СССР. Однако на деле, волосы во время столь популярных химических завивок часто выгорали и выпадали прядями или полностью. Для таких случаев идеально подходил парик…
Укладка была в моде. Женщины шли на многое ради неё. Было модно придавать объём за счёт остриженных боков и длинных волос на затылке, которые и приподнимались, создавая то, что тогда называлось «воздушный объём».
В конце 1970-х — 1980-х годах массовое сознание все больше хотело не типовых советских стрижек и укладок, а причёсок в стиле Американо, как у популярных Голливудских звёзд, чьи фильмы смотрели миллионы советских граждан.

### В современной России
В 1990-е годы в моду входят современные окрашивания, химические завивки, модельные стрижки и укладки, красивые причёски. Качество материалов существенно улучшилось, что позволяет развиваться парикмахерскому искусству.
В техникумах Российской федерации имеется СПО «Технология парикмахерского искусства». С 2023 Парикмахерское искусство изучается вместе с Технологией эстетических услуг.

## Парикмахерское искусство и медицина
В Средневековой Европе и на Евразийском пространстве в Эпоху Возрождения парикмахерское искусство было аналогом современной медицины — брадобреи делали хирургические операции, пускали кровь, сажали пиявок на пациентов, делали микстуры и мази, занимались стоматологией и делали множество процедур, которые современный человек считает медицинскими.
У парикмахеров были особые цвета и особый знак-эмблема, как у современных медиков. Это были линии-сочетания изогнутых красных, синих и белых полос. Красная полоса символизировала кровь человека. Синяя полоса — цвет вен и символ венозной крови. Белая полоса — цвет операционных повязок. Изогнутость символизировало выплеск крови и повязку во время кровопусканий и хирургических операций, проводимых парикмахерами. Средневековая хирургия ассоциировалась с парикмахерским искусством.
В период с 1139 по 1450 год парикмахеры занимались практически любыми видами медицинских услуг в Средневековой Европе: хирургическими операциями, стоматологией, созданием лекарственных средств и мазей, выписыванием рецептов, не говоря уже об общей терапевтической практике.
В 1139 году Второй Латеранский Собор запретил священнослужителям заниматься врачеванием, что было закреплено решениями Папы Александра III на Турском Соборе 1163 года и Папы Иннокетия III на Четвёртом Латеранском Соборе в 1215 году. Так парикмахеры лишились основного конкурента в делах врачевания и стали ведущей силой медицины Средних веков. Парикмахерское искусство на долгие столетия стало синонимов медицинского искусства…
Началом конца парикмахеров в медицине стало решение Парламента Англии 1450 года, ограничивающее парикмахерское искусство до таких сфер врачевания как стоматология (удаление зубов), кровопускание и уход за волосами. Но за «грянувшим громом» не началось «грозы». XVI и XVII века стали Зенитом парикмахерского искусства в медицине. В Европейских королевских дворах парикмахеры являлись почётными слугами, многие из которых стали особо приближёнными к монархам, что защищало позиции парикмахеров в медицине. Так, Король Англии Генрих VIII издал Особый указ, позволяющий каждому парикмахеру 1 раз в год получать человеческое тело для вскрытия для изучения человеческой анатомии, при этом, параллельно развитие получала и та медицина, которую назовут впоследствии Классической. Первоначально классическая медицина не могла конкурировать с парикмахерским искусством врачевания — студентов-медиков с XVIII века стали во многом набирать из небогатых семей, что являлось контрастом с династическими семьями парикмахеров, многие из которых были весьма состоятельны. Постепенно классическая медицина шаг за шагом отвоёвывала позиции у парикмахерского искусства врачевания в разных регионах Европы и уже в течение Нового времени смогла постепенно заменить парикмахерское искусство медицинским.

## Парикмахерское искусство и военное искусство
Парикмахерское искусство стало тесно связано с военным искусством со времён Александра Великого. При покорении враждебной ему Персии ряд важных сражений он проиграл из-за того, что персидские солдаты стаскивали его всадников за их длинные бороды и добивали на земле, а также вытаскивали его солдат фаланги из строя за бороды и тоже добивали их. Перед решающей битвой против царя Персии Дария III Александр Македонский приказывает своим солдатам сбрить бороды, чтобы не проиграть военное сражение, опасаясь печального опыта прошлых битв с персами. С этих времён столь популярная у греков борода стала отходить на второй план. Римляне также любили бороды, но из-за военных походов сбривали их, особенно высокопоставленные военные, чтобы не оказаться случайно стянутым за бороду врагом: так, из всех Императоров Рима все время бороду носил только Император Адриан.

## Известные парикмахеры
- Гильотти, Мэрилин
- Гэлвин, Дэниел
- Дессанж, Жак
- Дрыкин, Андрей Николаевич
- Зверев, Сергей Анатольевич
- Кондрашова, Долорес Гургеновна
- Лео Пассаж
- Лисовец, Владислав Васильевич
- Маклин, Рошель
- Масколо, Энтони
- Несслер, Карл Людвиг
- Сассун, Видал
- Стаффорд, Ли